# Santas Martas
Santas Martas és un municipi de la província de Lleó, a la comunitat autònoma de Castella i Lleó. En el nucli de Reliegos hi passa el Camí de Sant Jaume.

## Demografia
| 1991 |  | 1996 |  | 2001 |  | 2004 |
| ---- |  | ---- |  | ---- |  | ---- |
| 1220 |  | 1072 |  | 961  |  | 952  |